# Jussi Kujala
Jussi Kujala (Tampere, 4 aprile 1983) è un ex calciatore finlandese, di ruolo centrocampista.

## Palmarès

### Club

#### Competizioni nazionali
- Veikkausliiga: 2

Tampere United: 2006, 2007